# حاتم طائی
حاتم طائی (به عربی: حاتم‌الّطائی) با نام کامل حاتم بن عبدالله بن سعد بن الحشرج بن أمریء القیس (? – ۴۶ هجری قمری / ? – ۶۰۵ میلادی) از بزرگان عرب،  او از قبیلهٔ طی یکی از قبایل مشهور شبه‌جزیره عربستان است .در خوزستان دودمان بنی طرف، بني لام عبدالخان نسب آن به طی بر می‌گردد. وی همچنین شعر می‌سرود و دارای دیوان شعری به‌نام «دیوان حاتم‌الّطائی» است. 

## زندگی‌نامه
قبیلهٔ حاتم طائی میان دو کوه مشهور به نام‌های بلاد الجبلین، ساکن بود. که بعداً به دیار حاتم طائی (یامنازل حاتم الطائی) که اکنون روستای توارن نام دارد و در منطقهٔ حائل در شمال عربستان سعودی واقع شده‌است. وی در آن مکان می‌زیست و در همان‌جا نیز بدرود زندگی گفت. قبر وی در محوطه‌ای در پایهٔ کوه توارن قرار دارد و زیارتگاه مردم از داخل عربستان و خارج از عربستان است. حاتم پیش از اسلام بر دیانت مسیحیت می‌زیسته‌است و در سال ۶۰۵ میلادی درگذشت، وی از قبیله طی بود. باقی‌مانده آثار قصر وی و همچنین آثار اجاق غذاپزی وی که به اجاق غذای حاتم معروف است، هنوز در پایهٔ کوه موجود و باقی مانده‌است.

## ویژگی‌های رفتاری
حاتم از شعراء بزرگ عرب بود. او از احترام خاصی میان پیر و برنا برخوردار بود. او بخشنده، شجاع، قوی، و مهمان‌نواز بود. به‌جز نام خدا به چیز دیگر قسم نمی‌خورد و راستگو بود. در ماه رجب کسی را نمی‌کشت، چون در قبیلهٔ او ماه رجب گرامی داشته می‌شد. روزی ده شتر قربانی می‌کرد و اطعام می‌نمود. مردم‌دار بود و مردم به دور وی گرد آمدند. داستان‌های زیاد و حکایات گوناگونی از کرم و سخاوت و همچنین شجاعت وی به یادگار مانده‌است.
در مثل آمده‌است:
| هر که نان از عمل خویش خورد |  | منت از «حاتم طائی» نبرد |

کرم و سخاوت وی را هنگام نوجوانی در محادثه با پدرش می‌بینیم، هنگامی که تمام شترهایی که در چراگاه داشت تقدیم مهمان‌هایش نمود، قبل این‌که بداند آن‌ها چه کسانی هستند و از کجا آمده‌اند. آن‌ها سه شاعر مشهور آن دوران: عبید بن الأبرص، النابغة الذبیانی و بشر بن أبی حازم بودند که روانهٔ درگاه ملک نعمان بن منذر بودند. آن‌ها درخواست غذا نمودند، حاتم ۳ شتر برای آن‌ها قربانی نمود، عبید گفت: «منظور درخواست ما فقط شیر شتر بود، اما آن‌که دوست داشتید از ما پذیرایی کنید یک شتر کافی بود چرا سه شتر قربانی نمودید؟»
حاتم گفت: «فهمیدم، اما دیدم چهره‌ها گوناگون‌اند و رنگ‌ها متفاوت، گمان بردم هر یک از شما از دیاری مختلف هستید، لذا خواستم هر یک از شما آنچه دیدید برای اقوام خود بازگو نمایید.»
در اینجا شعراء قصائد و اشعاری در فضائل و سخاوت و کرم وی سرودند و وی را تمجید و تحمید نمودند. حاتم گفت: «خواستم به شماها احسان نمایم، اما حالا که شماها بر من منت گذاشتید، من عهد بستم که گردن تمام شترهایم را بزنم، یا این‌که تمام شترها را بین خودتان تقسیم نمایید و بردارید.»
آن‌ها به عهد حاتم پایبند شدند و هر یک از آن‌ها صاحب ۳۹ شتر شد، شترها را برداشتند و به سوی حیره دیار نعمان روانه شدند. پدر حاتم از کردار فرزند خود آگاه می‌شود و به سوی چراگاه می‌آید، از حاتم می‌پرسد شترها کجا هستند؟! حاتم در جواب پدر چنین می‌گوید: «پدرم طوق زرینی (الحمامه) بر گردنت گذاشتم، مجد دنیا و کرم لایحصی، بیت شعر و قصائد مدح و فخر الدهر.» پدر وقت کلام پسر شنید، گفت: «با شترهایم چنین کردی؟» حاتم گفت: «بله» پدرش گفت: «والله! بعد از این با شما نخواهم نشست.» خانواده‌اش را برداشت و حاتم و منشیش و اسبش را جا گذاشت و رفت و حاتم دربارهٔ این موضوع، شعری را می‌سراید.

## حکایت حاتم و قیصر روم
حادثهٔ مشهوری است که گویند خبر کرم و سخاوت حاتم طائی بگوش یکی از قیصرهای روم رسید، از آن خبر بسیار تعجب نمود، همچنین وی که حاتم دارای اسب ماده‌ای است، و این اسب از سلالهٔ اسب‌های اصیل عربی است. یکی از منشیان (حاجب) قیصر نزد حاتم فرستادند که اسب برای قیصر آورند. وقتی حاجب به دیار حاتم رسید و وارد خانهٔ حاتم شد، حاتم از وی با کمال احترام استقبال نمود، حاتم نمی‌دانست که وی حاجب قیصر است، هنگام ورود مهمان تمام گوسفندها و شترها در چراگاه بودند و فقط اسب در طویله بود؛ لذا حاتم مجبور شد برای اکرام مهمان خود اسب را قربانی نموده و دستور تهیه غذا از آن گوشت را صادر کرد و خود نزد مهمان آمد، در آنجا مهمان خود را معرفی نمود که وی قاصد قیصر است و برای أخذ اسب جهت قیصر به اینجا آمده‌است. در اینجا حاتم ناراحت شد و گفت: «چرا از اول این خبر به من نرساندی؟ من اسب را قربانی برای اطعام و اکرام شما نمودم.» حاجب با تعجب گفت: «آنچه در اینجا دیدم خیلی بیشتر از آن بود که شنیده بودم.»

## حاتم طائی در ادبیات عامه فارسی
حاتم طائی در ادبیات عامه فارسی نیز وارد شده‌است و داستان‌ها و حکایت فراوانی در مورد او موجود است. انتشارات ققنوس کتاب روایت حاتم طائی را به چاپ رسانده‌است. این کتاب شرح کمک حاتم طائی برای رسیدن شاهزاده منیر شامی به حسن بانو است. که طی آن حسن بانو هفت معما مطرح می‌کند و حاتم طائی هفت سال در پی یافتن جواب این معما تلاش می‌کند. این داستان خیالی شامل نزدیک به چهل داستان مرتبط با هم با صحنه‌های و ماجراهای شیرینی می‌باشد که هیچ ارتباطی با حاتم طائی واقعی ندارد. سعدی در کتاب‌های گلستان و بوستان به وی اشاره کرده و دربارهٔ دسیسه کشتن وی توسط پادشاه یمن و همچنین آزمودن بخشش وی توسط سلطان روم اشاره‌هایی کرده‌است.
در گلستان سعدی آمده‌است:
هر که نان از عمل خویش خورد       منت حاتم طائی نبرد

## فهرست منابع و مآخذ
- دیوان حَاتم الّطائی، چاپ: دار صادر، بیروت. لبنان. ۱۴۰۱ هـ - ۱۹۸۱ میلادی.
- الحبیب، علی، محمد (المختار من اجمل الأشعار) ، دارالراوی، بیروت، چاپ سال ۱۹۹۵ میلادی.
- المری، شاهین، طلحة (شعراء عصر الجاهلی) ، دارالهلال، بیروت، چاپ سال ۱۹۷۵ میلادی.

## مطالعهٔ بیشتر
- تقوی، ابراهیم؛ حاتم طائی، تهران، نشر اشک، ۱۳۸۶. شابک: ۹۷۸–۹۶۴–۲۶۸۳–۳۹–۰؛
- عسگری، مه‍ناز، حاتم طائی، ته‍ران، نشر کانون زبان ایران، ۱۳۸۵.
- قانعی، سعید؛ قصه‌های حاتم طائی، تهران، انتشارات پل، ۱۳۸۷. شابک: ۹۷۸–۹۶۴–۹۹۴۴–۵۸–۶؛
- شریفی، داریوش، «حاتم طائی» براساس قصه‌ای از سعدی، ته‍ران، کتابه‍ای لاک‌پش‍ت، ۱۳۶۳. (شماره کتابشناسی ملی: م۶۴–۲۶۲۵)
- دیوان حاتم طائی؛ حاتم طائی، ۴۶۰ قبل از هج‍رت، بیروت، دارومکتبه اله‍لال، ق۱۴۰۶ =. م۱۹۸۶ = .۱۳۶۵. شمارهٔ کتابشناسی ملی ایران: م۸۱–۷۵۷۸؛
- «حاتم طائی»، تهران، انتشارات ققنوس، ۱۳۸۵. شابک: شابک ‎۹۶۴-۳۱۱-۶۸۵-۹ (دارای داستان‌هایی از حاتم طائی)
- «حاتم طائی» - معرفی کتاب